# Alois Bunjira
Alois Bunjira (Chitungwiza, 29 marzo 1975) è un ex calciatore zimbabwese, di ruolo centrocampista.

## Carriera

### Club
Nel 1994 gioca al Darryn T. Nel 1995 passa al Blackpool. Nel 1996 si trasferisce al CAPS Utd. Nel 1999 viene acquistato dal Qwa Qwa Stars. Nel 2000 passa al Wits University. Nel 2002 si trasferisce al M. Sundowns. Nel 2003 torna al Wits University. Nel 2005 passa al Jomo Cosmos. Nel 2007 viene acquistato dall'AK, con cui conclude la propria carriera nel 2009.

### Nazionale
Ha debuttato in Nazionale nel 1994. Ha partecipato, con la maglia della Nazionale, alla Coppa d'Africa 2004.